# Josep Maria Juan-Torres Lana
Josep Maria Juan-Torres Lana (Barcelona, 1935 - 2015) va ser rector de l'església de Santa Engràcia, de Montcada i Reixac, durant 33 anys. Va néixer a Barcelona i va cursar estudis de teologia i humanitats. Al llarg dels seus 54 anys de tasca sacerdotal va passar per parròquies de Barcelona, Vilafranca del Penedès i finalment Montcada i Reixac (1971), on va romandre fins a la seva retirada (2004). L'any 2004 es va retirar a Reixac per problemes de salut.
Des de la seva arribada a Montcada va destacar per la seva implicació i impuls amb el teixit social i cultural del municipi. Dins de la seva tasca social caldria destacar especialment la seva col·laboració amb: Càritas, el departament de Serveis Socials de l'Ajuntament i posteriorment amb Andròmines. En el seu vessant cultural caldria destacar el impuls inicial i la seva implicació en diferents associacions de Montcada, com Fundació Cultural Montcada, Agrupació Sardanista, Esplai SESA, Coral Mare de Déu del Turó de Montcada i Reixac i l'Associació d'Amics de Reixac.
Com a impulsor de la restauració de l'Església de Sant Pere de Reixac i la recuperació del seu entorn (Amics de Reixac) va sol·licitar en les seves últimes voluntats que les seves cendres es dipositessin al peu de la imatge de la Mare de Déu de Reixac, que ell va contribuir a restaurar. Va ser nomenat fill adoptiu de Montcada i Reixac, fet que va coincidir amb els seus 25 anys al front de la parròquia. El setembre del 2004, l'Ajuntament de Montcada i Reixac i la ciutadania li van retre un sentit homenatge com a reconeixement a les tasques desenvolupades, li va ser concedida la medalla de la ciutat.